# Rolf Mützelburg

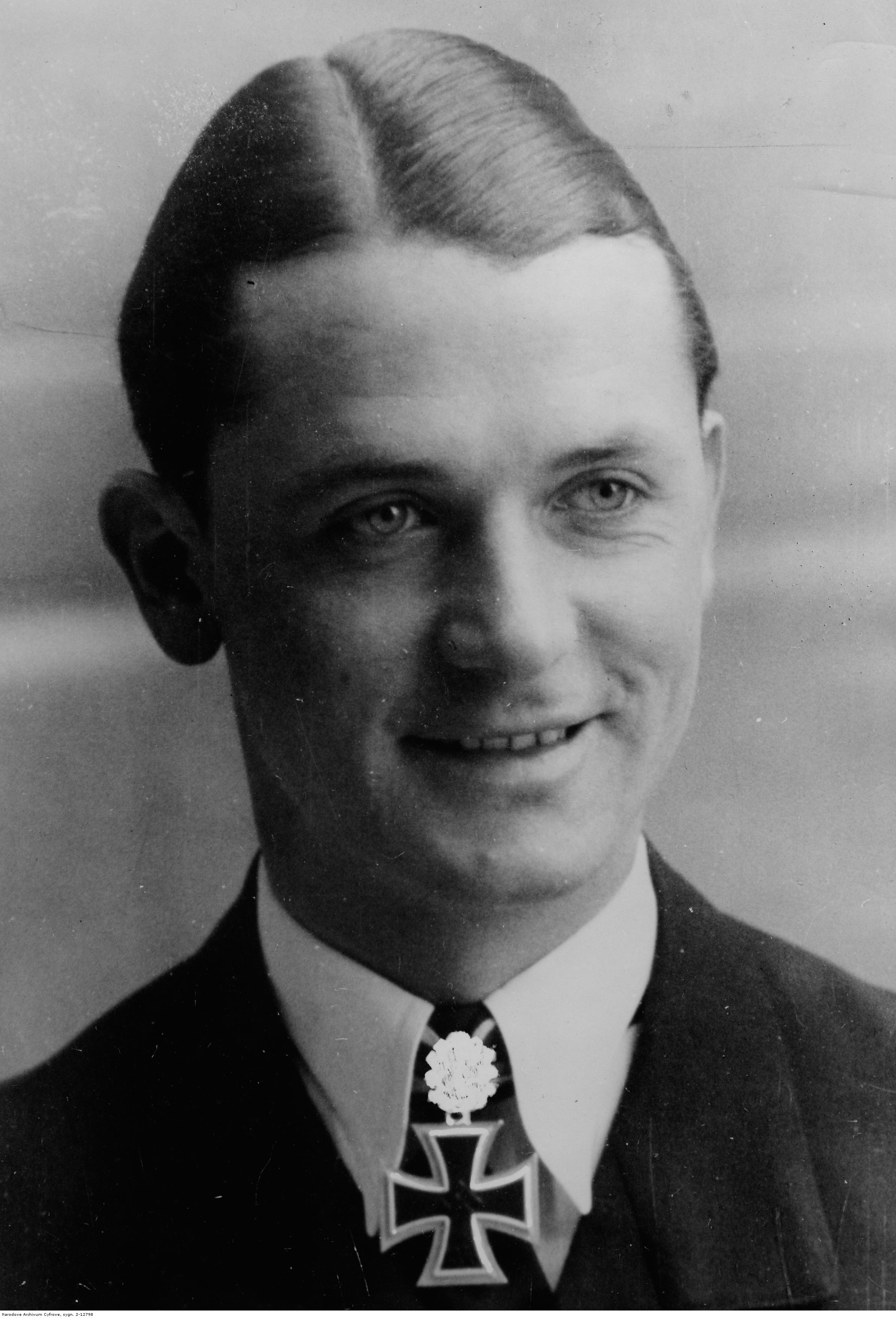
Kapitänleutnant Rolf Mützelburg mit Ritterkreuz des Eisernen Kreuzes mit Eichenlaub, 1941

Rolf Christian Detlef Mützelburg (* 23. Juni 1913 in Kiel; † 11. September 1942 im Atlantik) war ein deutscher Kapitänleutnant der Kriegsmarine und U-Boot-Kommandant.

## Leben
Rolf Mützelburg trat 1932 in die Reichsmarine ein. Vom 26. Oktober 1932 bis 3. November 1932 war er zur Belehrungsfahrt auf dem Dampfer Asta. Anschließend kam er bis 3. Januar 1934 zur praktischen Bordausbildung auf die Köln. Bis Mitte März 1934 war er zur Fähnrichs-Infanterielehrgang bei der II. Schiffstammdivision der Ostsee und wurde dann zum Fähnrich-Torpedolehrgang an die Torpedoschule Flensburg-Mürwik kommandiert. Am 1. Januar 1936 zum Leutnant zur See befördert, war er im gleichen Jahr auf dem Torpedoboot M 117.
Von Ende Juli 1939 bis Anfang August 1939 war Mützelburg als Fähnrichs-Gruppenoffizier auf dem Tender Nordsee. Von Anfang September 1939 bis Ende Oktober 1939 war er kurz Kommandant in der neu aufgestellten 12. Minensuchflottille. Er wurde dann bis März 1940 zur U-Bootsausbildung kommandiert und zur Verfügung des Befehlshaber der Unterseeboote gesetzt. In dieser Kommandierung wurde er am 1. Januar 1940 Kapitänleutnant. Anschließend wurde er als Kommandantenschüler bei der 1. U-Bootsausbildung-Flottille eingesetzt. Vom 10. Juni 1940 bis zum 29. November 1940 war er Kommandant von U 10, einem Schulboot der U-Boot-Schulflottille. Als Kommandantenschüler kam er bis Januar 1941 auf U 100. In den Monaten Januar/Februar 1941 war er zur Baubelehrung, um anschließend U 203 als Kommandant zu übernehmen. Nachdem gegen den Willen des Befehlshabers der U-Boote Karl Dönitz U-Boote auch ins Mittelmeer entsandt wurden, um dort den alliierten Nachschub nach Nordafrika zu unterbrechen, meldete U 203 unter Kommandant Mützelburg am 20. Juni 1941 die Sichtung des US-Schlachtschiffes Texas im Blockadegebiet. In dieser Situation erließ die deutsche Führung den Befehl an die U-Boote, amerikanische Sicherungsfahrzeuge nicht mehr anzugreifen. Am 30. Juli 1941 hieß es im Wehrmachtbericht:

„In der Atlantikschlacht haben sich die Unterseeboote unter Führung von Kapitänleutnant Mützelburg … besonders ausgezeichnet.“

Ende September 1941 kam es zum Angriff auf den Konvoi HG-73. Mit U 203 versenkte Mützelburg dabei die Avoceta und das norwegische Passagierschiff Varangberg. Beim Untergang des Avoceta kamen über 120 Menschen ums Leben. Am 17. November 1941 (37. Verleihung der U-Boot-Waffe) wurde er mit dem Ritterkreuz des Eisernen Kreuzes ausgezeichnet. Vom 12. Januar 1942 bis zum 21. Januar 1942 war U 203 Teil der ersten Welle des Unternehmens Paukenschlag und konnte dabei zwei Schiffe versenken. Von Mitte März 1942 bis zum 20. April 1942 (6. Unternehmung) hatte U 203 fünf Schiffe in amerikanischen Gewässern versenkt. Am 20. April 1942 hieß es dazu im Wehrmachtbericht:

„Bei den Erfolgen deutscher Unterseeboote vor der USA-Küste zeichnete sich das Unterseeboot unter der Führung von Kapitänleutnant Mützelburg besonders aus.“

Das Eichenlaub zum Ritterkreuz des Eisernen Kreuzes erhielt er am 15. Juli 1942 als 12. Person der U-Boot-Waffe. Bis zu diesem Zeitpunkt hatten bereits 103 Personen, überwiegend Angehörige der Luftwaffe und des Heeres, das Eichenlaub erhalten.
Am 10. September 1942 badete die Bootsbesatzung im Atlantik. Mützelburg wollte einen Sprung vom Turm des Bootes machen, wobei er aber durch eine plötzliche Bootsbewegung mit Kopf und Oberkörper auf dem Außenbunker des Bootes aufschlug. Nach dem Unfall setzte der Erste Wachoffizier von U 203 um 16:45 Uhr einen Funkspruch zur Anforderung von ärztlicher Hilfe ab. Von der Dienststelle das Befehlshaber der U-Boote, Karl Dönitz, kam um 3:41 Uhr eine medizinische Anweisung zur Behandlung von Mützelburg. U 462 befand sich am Nächsten zur Unfallstelle, sodass dieses den Befehl erhielt, schnellstmöglich einen Treffpunkt anzusteuern. Während der Fahrt zum Treffpunkt erhielt U 462 am 11. September 1942 um 6:36 Uhr den Funkspruch, dass der Kommandant verstorben sei. Die Dienststelle das Befehlshaber der U-Boote gab aber den Befehl, dass das Treffen trotzdem stattfinden sollte, sodass der mit U 462 eingetroffene Marineassistenzarzt Rüdiger Rohrbach den Tod Mützelburgs feststellen konnte. Anschließend wurde er gegen 12:36 Uhr im Nordatlantik seebestattet. In der Folge verlangte Dönitz einen höheren Einsatz von Ärzten an Bord von U-Booten.
Zum 11. September 1942 vermerkte das Kriegstagebuch der Seekriegsleitung:

„Ein sehr bedauerlicher Verlust ist infolge tödlichen Unfalls des Kmdt. U 203, Kptl. Mützelburg, beim Baden zu beklagen.“

Im Wehrmachtbericht zum 15. September 1942 wurde die Todesursache dagegen verschleiert:

„Kapitänleutnant Rolf Mützelburg, Kommandant eines Unterseebootes, Träger des Eichenlaubs zum Ritterkreuz des Eisernen Kreuzes, ließ auf der Fahrt gegen den Feind sein Leben. In ihm verliert die Unterseebootwaffe einen hervorragenden Kommandanten und erfolgreichen Kämpfer. Das Boot setzt unter dem Kommando des ältesten Wachoffizier die Unternehmung fort.“

Mit U 203 unternahm Mützelburg insgesamt acht Feindfahrten. Dabei hatte er innerhalb nur eines Jahres fast 19 Schiffe mit über 80.000 BRT versenkt.
Da er am 30. Juli 1941 bereits das U-Boot-Kriegsabzeichen erhalten hatte, hätte er mit dem Eichenlaub zum Ritterkreuz des Eisernen Kreuzes Mitte Juli 1942 als einer von letztendlich nur 29 Personen das U-Boot-Kriegsabzeichen mit Brillanten erhalten müssen. Eine Verleihung ist aber nicht nachweisbar.

## Nachwirkung
Später wurde das im Flensburger Stadtteil Mürwik gelegene Nordlager in Mützelburglager umbenannt, welches dann bis kurz nach dem Ende des Zweiten Weltkriegs bestand.
In dem Roman Das Boot erwähnt der Autor Lothar Buchheim einen „Kapitänleutnants Mönkeberg“:

„Ich sehe, was er da in der Hand hält: das Testament des Kapitänleutnants Mönkeberg, der angeblich vor dem Feind fiel, aber in Wirklichkeit auf eine ganz profane Weise ums Leben kam, durch Genickbruch nämlich. Und sein Genick brach er, als er irgendwo im Atlantik an einer ruhigen Stelle, weil gerade so schönes Wetter war, baden wollte. Gerade wie er vom Turm hechtete, rollte das Boot nach der anderen Seite, und Mönkeberg knallte mit dem Kopf auf die Tauchzelle. Sein markiger Abgesang ging durch alle Zeitungen.“

Die Beschreibung der Umstände entspricht denen des Todes von Mützelburg. Buchheim bestätigt 1998 die Verbindung von „Kapitänleutnants Mönkeberg“ und Mützelburg in seinem Buch Zu Tode gesiegt.